# Boisgasson
Boisgasson – miejscowość i dawna gmina we Francji, w Regionie Centralnym, w departamencie Eure-et-Loir, w kantonie Brou. W 2013 roku populacja gminy wynosiła 111 mieszkańców. 
1 stycznia 2017 roku połączono sześć wcześniejszych gmin: Arrou, Boisgasson, Châtillon-en-Dunois, Courtalain, Langey oraz Saint-Pellerin. Siedzibą gminy została miejscowość Arrou, a nowa gmina przyjęła jej nazwę. 